# Strib
Strib är en tätort i Middelfarts kommun i Region Syddanmark i Danmark. Tätorten har 5 204 invånare (2024). Den ligger på Fyn, cirka 5 kilometer nordost om Middelfart.